# Rock Star Supernova
I Rock Star Supernova sono stati un gruppo rock statunitense, formatosi nel 2006 per conto del reality show della CBS Rock Star.

## Formazione
- Lukas Rossi - voce e chitarra
- Tommy Lee - batteria
- Gilby Clarke - chitarra
- Jason Newsted - basso

## Discografia

### Album in studio
- 2006 - Rock Star Supernova

## Singoli
- 2006 - It's All Love
- 2006 - Be Yourself (and 5 Other Cliches)
- 2007 - Headspin